# إيفان توبلاك
إيفان توبلاك (الصربي السيريلي: Иван Toплaк؛ من مواليد 21 سبتمبر 1931 في بلغراد) هو لاعب كرة قدم يوغوسلافي سابق ومدير.
لعب توبلاك مع إن كيه أوليمبيا ليوبليانا والنجم الأحمر بلغراد، الذي حقق معه نجاحًا كبيرًا. ومثل أيضا المنتخب اليوغوسلافي.
كمدرب، أدار أيضًا ريد ستار، وقضى فترة إدارة في الولايات المتحدة الأمريكية، وأدار تقريبًا جميع مستويات المنتخب اليوغوسلافي، كما أدار منتخب إندونيسيا.
في دورة الألعاب الأولمبية الصيفية لعام 1984، قاد يوغوسلافيا إلى الميدالية البرونزية.

## الحياة المهنية
بدأ توبلاك حياته المهنية في إن كيه أوليمبيا ليوبليانا في ماريبور، حيث انتقلت عائلته في عام 1943 من بلغراد.
في عام 1951، وقع مع إن كيه أوليمبيا ليوبليانا، حيث أمضى السنوات الثلاث التالية.
مع أوليمبيا، فاز بدوري الجمهورية السلوفينية عام 1952.
في عام 1954، غادر توبلاك أوليمبيا إلى النجم الأحمر بلغراد. لعب في النجم الأحمر لمدة سبع سنوات، حتى عام 1961. مع النجم الأحمر فاز بالدوري اليوغوسلافي الأول في مواسم 1955-56، 1956-57، 1958-59، 1959-60. كما فاز بكأس يوغوسلافيا في موسم 1957-58 وموسم 1958-59. على مستوى الأندية الدولية، فاز بكأس ميتروبا عام 1958.
ترك النجم الأحمر في عام 1961 وبعد فترة وجيزة تقاعد من كرة القدم في سن الثلاثين.

## مسيرته الدولية
لعب توبلاك على مباراة دولية واحدة مع المنتخب اليوغوسلافي في عام 1956، لكنه لم يسجل أي هدف في تلك المباراة.

## مسيرته الإدارية
في عام 1964، أصبح توبلاك المدير الجديد لفريق النجم الأحمر بلغراد في الدوري اليوغوسلافي الأول. أدار النادي لمدة عامين، لكنه لم ينجح في الفوز بأي شيء.
بعد يوغوسلافيا، ذهب إلى الولايات المتحدة في عام 1967، حيث أدار كاليفورنيا كليبرز من عام 1967 إلى عام 1968، وجامعة ستانفورد من عام 1969 إلى عام 1971، وسان خوسيه إيرثكويكس من عام 1974 إلى عام 1975.
في عام 1976 غادر الولايات المتحدة وعاد إلى يوغوسلافيا، حيث كان من 1976 إلى 1977 مدربًا للمنتخب اليوغوسلافي.
بعد الفريق الأول، أدار يوغوسلافيا تحت 20 ويوغوسلافيا تحت 21 سنة، وكلاهما في نفس الوقت من 1978 إلى 1980. قاد فريق يوغوسلافيا تحت 21 سنة في بطولة يويفا يورو تحت 21 سنه لعام 1980 حيث وصل الفريق إلى الدور نصف النهائي.
في عام 1984، قاد فريق يوغوسلافيا تحت 23 سنة في دورة الألعاب الأولمبية الصيفية لعام 1984. قاد الفريق إلى المركز الثالث.
في عام 1986 كان مديرًا مشاركًا للمنتخب اليوغوسلافي، وهذه المرة جنبًا إلى جنب مع إيفيكا أوسيم.
من عام 1991 إلى عام 1993، تولى توبلاك قيادة منتخب إندونيسيا. في عام 1993، وبعد مغادرته إندونيسيا، أعلن تقاعده.

## مرتبة الشرف

### لاعب
أولمبيا ليوبليانا
- دوري الجمهورية السلوفينية: 1952

ريد ستار بلغراد
- الدوري اليوغوسلافي الأول: 1955–56، 1956–57، 1958–59، 1959–60
- كأس يوغوسلافيا: 1957-58، 1958-59
- كأس ميتروبا: 1958

### مدير
يوغوسلافيا
- المركز الثالث في الألعاب الأولمبية الصيفية : 1984

## روابط خارجية
- إيفان توبلاك على موقع الاتحاد الدولي (مؤرشف)  (الإنجليزية)
- إيفان توبلاك على موقع قاعدة بيانات كرة القدم.إي يو (الإنجليزية)
- إيفان توبلاك على موقع ناشيونال فوتبول تيمز (الإنجليزية)
- إيفان توبلاك على موقع عالم كرة القدم.نت (الإنجليزية)
- إيفان توبلاك على موقع أوليمبيديا (الإنجليزية)
- الملف الشخصي على الموقع الرسمي للاتحاد الصربي